# Melicado de Dizaque

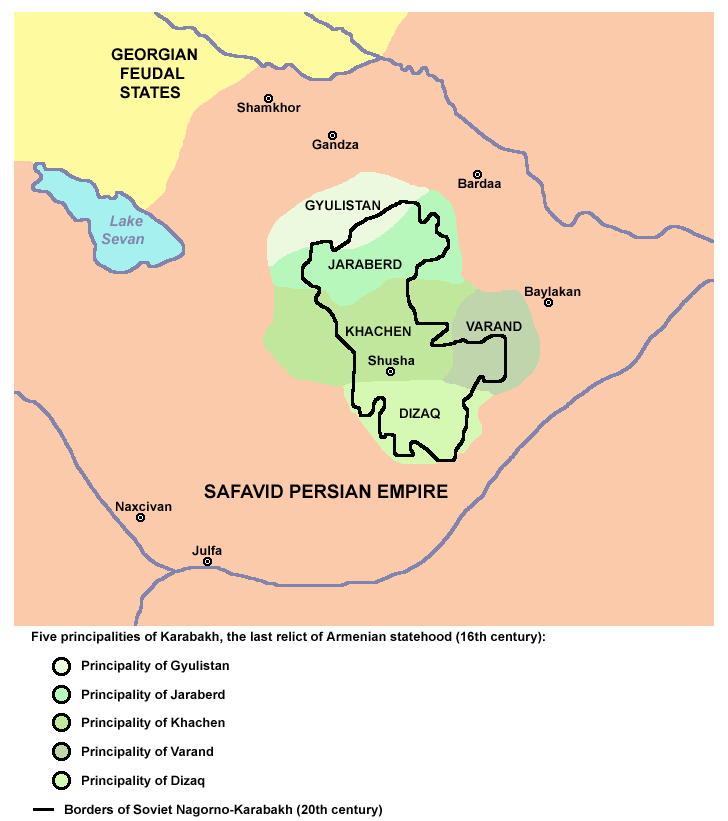
Melicados do Carabaque (séc. XVI)

Melicado de Dizaque (em armênio/arménio:  Դիզակի մելիքություն, transl. Dizaki melik’ut’yun), também conhecido como Ktish devido ao seu principal reduto, foi um principado armênio medieval na ascar de Artsaque e mais tarde um dos cinco melicados de Carabaque, que incluía o terço sul de Khachen (atual Nagorno-Carabaque) e a partir do século XIII também o gavar de Balque de Siunique. O fundador deste principado foi Issa Abu-Muça, no século IX. Nos séculos XVI a XVIII, Dizaque foi governado pela dinastia armênia Melique-Avaniã, um ramo da Casa de Siunique-Cachene. A residência dos iscanos de Dizaque era a cidade de Tol (ou Dol) com a antiga fortaleza adjacente de Ktish. Um dos últimos iscanos de Dizaque, Issa Melique-Avaniã, foi morto por Ibraim Calil Cã em 1781, após uma resistência duradoura na Fortaleza de Ktish.
Hoje, o nome "Dizaque" é frequentemente usado para se referir à província de Hadrut da República de Artsaque.